# Garfield: The Movie
Garfield: The Movie (bra: Garfield - O Filme; prt: Garfield) é um filme de comédia norte-americano de 2004, dirigido por Peter Hewitt e inspirado na tira de quadrinhos homônima escrita por  Jim Davis.
É estrelado por Breckin Meyer como Jon Arbuckle, Jennifer Love Hewitt como Dra. Liz Wilson e apresenta Bill Murray como a voz de Garfield. O personagem foi feito através de animação computadorizada, embora todos os outros animais sejam reais. O filme foi produzido pela Davis Entertainment e distribuído pela 20th Century Fox.
Garfield: The Movie foi lançado nos Estados Unidos em 11 de junho de 2004. Embora tenha recebido críticas negativas, o filme foi um sucesso de bilheteria, arrecadando US$ 200 milhões em um orçamento de US$ 50 milhões. Uma sequência, Garfield: A Tail of Two Kitties, foi lançada em junho de 2006.

## Elenco e personagens
- Bill Murray como a voz de Garfield, um gato persa de cor laranja, obeso, latérgico, irônico, arrogante, egoísta e de espírito livre, que adora comer, assitir TV, insultar seu dono Jon e irritar seu vizinho Luca, um doberman. Quando Jon adota Odie, Garfield vê seu "reinado" e seu relacionamento com Jon  ameaçado, fazendo de tudo para se livrar do cão. Quando Odie cai nas mãos do Doutor Feliz, Garfield se vê obrigado a sair da sua zona de conforto e salvar o companheiro.
  - No Brasil, o personagem foi dublado pelo ator Antônio Calloni.[4][5]
- Breckin Meyer como Jon Arbuckle, o tímido e atencioso dono de Garfield, e posteriormente de Odie, que apesar de ser constantemente insultado e irritado pelo gato, o ama muito e está sempre preocupado com o seu bem estar. A chegada de Odie a casa abala a relação entre Garfield e Odie, já que o cãozinho é brincalhão e está sempre querendo se divertir com Jon, diferente de Garfield. Desde os tempos de colégio, Jon é apaixonado pela veterinária Liz Wilson, criando o hábito de levar Garfield a consultas, apenas para vê-la, enquanto tenta criar coragem para se declarar a ela.
- Jennifer Love Hewitt como Drª. Elizabeth "Liz" Wilson, a bela e gentil veterinária de Garfield, e a paixão de Jon desde os tempos do colégio; ele leva Garfield semanalmente ao veterinário, apenas como um protesto para vê-la. Em uma destas consultas, Liz o convence a adotar Odie, e graças a isso, os dois se aproximam mais, iniciando um relacionamento.
- Stephen Tobolowsky como Doutor Feliz Chapman (e seu irmão Walter J. Chapman), um ganancioso  apresentador de televisão, conhecido por apresentar animais domésticos, como o gato "Gatolino", em seu programa e promover a sua própria linha de comida para gatos, sempre com seu bordão: Seja Feliz!. Na frente das câmeras, aparenta ser amigável e simpático, mas, na realidade, ele é bastante arrogante, manipulador e estanho, sendo alérgico a gatos, detestar animais e estar insatisfeito com a fase atual de seu programa. Feliz possui um irmão gêmeo mais bem sucedido, o repórter Walter J. Chapman, de quem possui  extremos ciúmes e pretende superá-lo, arranjando um cachorro talentoso para estrelar sua nova atração em Nova Iorque; vendo em Odie a solução perfeita para seus problemas.
- Evan Arnold como  Wendell, o assistente pessoal do Doutor Feliz, que é constantemente maltratado por este, mas nem por isso deixa de segui-lo.
- Mark Christopher Lawrence como Cristóvão Mello (em inglês:  Christopher Mello), o presidente da emissora onde o Doutor Feliz trabalha; ele aparenta ser um homem ocupado e desconhece o verdadeiro caráter de Feliz
- Eve Brent como Sra. Baker, uma mulher idosa que encontra Odie depois que este se perde nas ruas, e anuncia te-lô encontrado através de cartazes. Depois que Feliz e Wendell vêem os cartazes de 'encontrado', eles partem para a casa dela, fazendo-a acreditar que Feliz é o real proprietário de Odie.
- Alan Cumming como Gatolino (em inglês:  Persnikitty), nome artístico de "Sir Roland", um gato irascível, temperamental  e bem educado, que originalmente era o companheiro de Doutor Feliz em seu programa, mas foi posteriormente abandonado por ele em um canil e substituído por Odie.
- Nick Cannon como a voz de Louis, um simpático rato que é amigo de Garfield e muitas vezes o ajuda, sendo recompensado com biscoitos de macadâmia, seus favoritos. Sua presença costuma incomodar Jon, que desconhece a amizade entre Louis e Garfield.
- David Eigenberg como a voz de Nermal, um gato fofo e ingênuo, que é companheiro de Arlene e amigo de Garfield, sendo ora vítima, ora ajudante deste em suas armações.
  - De cor cinza nos quadrinhos, Nermal é mostrado como um gato siamês no filme. Ele também não irrita Garfield como nas histórias originais.
- Debra Messing como a voz de Arlene, uma gata fêmea, que é companheira de Nermal e uma amiga casual de Garfield; apesar disto, ela não concorda com algumas atitudes de Garfield, principalmente o modo como ele trata Odie no início.
  - De cor rosa nos quadrinhos, Arlene é mostrada como uma gata de pelagem cinza no filme. Diferente dos quadrinhos, ela também é vista mais como amiga de Garfield, do que como interesse amoroso.
- Brad Garrett como a voz de Luca, um doberman mal-humorado que é alvo constante das armações de Garfield, por isso está sempre irritado com ele.
- Jimmy Kimmel como a voz de Spanky, um cão que faz amizade com Garfield e Sir Roland no canil, e os ajuda na fuga do local. Seu nome não é dito no filme.
- Richard Kind e Debra Jo Rupp como as vozes de Papai Rato e Mamãe Rato, os líderes de um bando de ratos de rua esfomeados do qual Louis faz parte.
- Michael Monks como Guarda Hopkins, oficial do controle de animais, responsável por prender Garfield no canil.
- Evan Helmuth como Steward, comissário de bordo do trem pego por Doutor Feliz e Wendell
- Leyna Nguyen como Abby Shields, repórter do noticiário local apresentado por Walter J. Chapman.
- Daamen J. Krall como Apresentador, o anunciante do concurso de cães do qual Odie participa
- Vanessa Campbell como Miss Ace Hardware, uma famosa personalidade local que é jurada do concurso de cães, junto com Liz e o Doutor Feliz.
- Juliette Goglia como Garotinha, uma menina que vai ao canil com os pais querendo adotar um gato.

## Produção
Jim Carrey, Ben Stiller e Adam Sandler foram considerados para o papel de Jon, mas os três foram considerados muito caros (Stiller estava gravando Meet the Fockers na época). Johnny Depp, Robin Williams, Seann William Scott,  Jason Lee, Ryan Stiles e Chris Kattan também foram considerados para o papel. Jennifer Garner, Natalie Portman, Gwen Stefani, Patsy Kensit, Linda Fiorentino, Molly Shannon e Janeane Garofalo foram consideradas para o papel de Liz, enquanto Brad Dourif, John Lithgow, Christopher Walken, Steve Zahn e Michael Ironside foram considerados para interpretar o Doutor Feliz Chapman. Ironside chegou a ser escalado, mas desistiu dias depois por razões desconhecidas.
Foi oferecido a Jack Nicholson o papel de Garfield. John Goodman e George Wendt também foram considerados para dar voz ao gato. Bill Murray só aceitou dar voz ao papel de Garfield porque confundiu o nome do roteirista, Joel Cohen, com Joel Coen, dos irmãos Coen. Ele aceitou o papel, tendo lido brevemente o roteiro. Segundo Jim Davis, Murray gravou suas falas em seu apartamento na cidade de Nova York e no set de The Life Aquatic with Steve Zissou na Grécia.
As filmagens do filme ocorreram em vários locais, incluindo a Los Angeles Union Station, com locomotivas Amtrak e material circulante em várias cenas. O filme foi rodado entre os dias 10 de março e 12 de junho de 2003. A animação de Garfield foi produzida pela Rhythm & Hues Studios. Os efeitos visuais foram produzidos pela SW Digital, Pixel Magic e The Orphanage.

## Lançamento

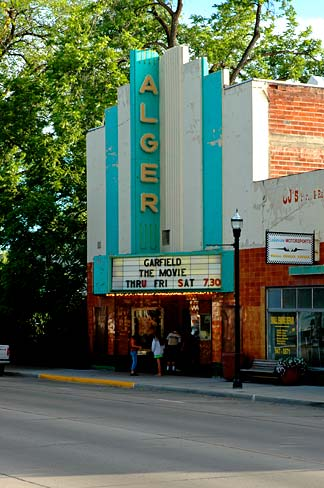
Garfield: The Movie em cartaz num cinema em Lakeview, Oregon.

Nos Estados Unidos, Garfield foi lançado pela 20th Century Fox em 11 de junho de 2004, oito dias antes do 26º aniversário do personagem. Nos cinemas, as exibições incluíram, além do próprio filme, o curta-metragem animado Gone Nutty, da franquia Ice Age. No Brasil, a estreia de se deu no dia 16 de julho de 2004.
O filme foi lançado em DVD e VHS no dia 19 de outubro de 2004 pela 20th Century Fox Home Entertainment. Seus bônus especiais incluem uma filmagem dos bastidores, cenas deletadas e o videoclipe "Holla!" do grupo bahamense Baha Men. O filme foi lançado em Blu-ray de três discos em 11 de outubro de 2011.

## Recepção

### Bilheteria
Na primeira semana de exibição o filme arrecadou US$ 21.727.611 e durante sua total exibição na América do Norte arrecadou US$ 75.369.589. Em outros países arrecadou US$ 127.802.828, obtendo um total mundial de US$ 203.172.417, tornando-se um sucesso comercial (considerando seu orçamento estimado em US$ 50 milhões).

### Crítica
No agregador de resenhas Rotten Tomatoes, o filme possui apenas 15% de aprovação das 138 resenhas dos críticos, obtendo nota média de 3,52/10; o consenso crítico do site diz: "Quando o CGI de Garfield não está na tela, o que resta é um filme infantil simplista". No Metacritic, o filme tem uma pontuação 27/100 com base em 31 críticas, indicando "críticas geralmente desfavoráveis". O público consultado pelo CinemaScore deu ao filme uma nota média "B+" em uma escala de "A+" a "F".
Roger Ebert avaliou o filme com três de quatro estrelas, dizendo que o filme era "encantador". Joe Leydon, da Variety, escreveu: "Apenas crianças muito pequenas ainda facilmente impressionadas pela interação de atores humanos e quadrúpedes com um personagem feito em CGI se divertirão com Garfield". A. O. Scott, do jornal The New York Times, escreveu: "O fato de Garfield falar no sotaque arrogante e cansado do mundo de Bill Murray é um pequeno consolo, assim como alguns dos truques dos animais".

### Resposta de Murray
Em entrevista à revista GQ, Murray disse que ficou confuso após concordar em dublar a voz de Garfield no filme:
"Eu pensei que seria divertido, porque fazer uma voz é um desafio, e eu nunca fiz isso. Além disso, olhei para o roteiro e dizia: "Fulano e Joel Coen". E eu pensei: meu Deus, eu amo aqueles Coens! Eles são engraçados. Então eu meio que li algumas páginas e pensei: Sim, eu gostaria de fazer isso".
Murray acrescentou:
"Então eles saíram e filmaram o filme, e eu esqueci tudo. Finalmente, fui a Los Angeles para gravar minhas falas. E geralmente quando você está gravando um filme, se demorar dois dias, é muito. Não sei se devo contar essa história, porque é meio cruel. [pausa] Que diabos? É interessante. Então eu trabalhei o dia todo e continuei: "Essa é a fala? Bem, eu não posso dizer isso". E você senta lá e vai, o que posso dizer que vai tornar isso engraçado? E faz sentido? E eu trabalhei. Eu estava exausto, encharcado de suor, e as falas ficaram cada vez piores. E eu disse: "Ok, é melhor você me mostrar o resto do filme, para que possamos ver com o que estamos lidando". Então eu me sentei e assisti a coisa toda, e fiquei dizendo: "Quem diabos fez essa coisa? Quem fez isto? O que diabos Coen estava pensando?" E então eles me explicaram: não foi escrito por esse Joel Coen".
Murray reprisou seu papel dois anos depois, novamente com Cohen, em Garfield: A Tail of Two Kitties.
Em Zombieland, quando Bill Murray (interpretando ele mesmo) é baleado, ele é perguntado se tem algum arrependimento antes de morrer, a qual responde dizendo: "Garfield, talvez".